# جاك أندراكا
جاك أندراكا (بالإنجليزية: Jack Andraka)‏ (8 يناير 1997) هو طالب أمريكي لقي شهرة عالمية بعد وضعه في سن الخامسة عشرة، طريقة جديدة سريعة وغير مكلفة جدا للكشف عن مرض سرطان البنكرياس.
بسبب هذا الإنجاز حصل أندراكا على الجائزة الكبرى في مسابقة إنتل الدولية للعلوم والهندسة عام 2012 وكذلك جائزة الكيمياء الفخرية غوردون مور.